# Ангел Неделков
Ангел (Ангеле) Тасев Неделков (изписване до 1945 година: Ангелъ Тасевъ Недѣлковъ) е български революционер, войвода на Вътрешната македоно-одринска революционна организация.

## Биография
Ангел Неделков е роден в 1875 година в демирхисарското село Света, тогава в Османската империя, днес в Северна Македония. Присъединява се към редовете на ВМОРО. По време на Илинденско-Преображенското въстание през лятото на 1903 година е войвода на четата от Света. Част е от отряда на Питу Гули и се сражава на Мечкин камен.
След въстанието емигрира в Свободна Българя. Установява се в София, където умира на 21 декември 1953 година.